# Кубок Фінляндії з футболу 2001
Кубок Фінляндії з футболу 2001 — 47-й розіграш кубкового футбольного турніру в Фінляндії. Титул вперше здобув Атлантіс.

## Календар
| Раунд            | Дата                        | Матчі | Клуби     |
| ---------------- | --------------------------- | ----- | --------- |
| Попередній раунд |                             | 65    | 274 → 209 |
| Перший раунд     |                             | 80    | 209 → 129 |
| Другий раунд     |                             | 53    | 129 → 76  |
| Третій раунд     |                             | 32    | 76 → 44   |
| Четвертий раунд  |                             | 16    | 44 → 28   |
| П'ятий раунд     |                             | 12    | 28 → 16   |
| 1/8 фіналу       | 25 липня - 16 серпня 2001   | 8     | 16 → 8    |
| 1/4 фіналу       | 19 вересня - 14 жовтня 2001 | 4     | 8 → 4     |
| 1/2 фіналу       | 1 листопада 2001            | 2     | 4 → 2     |
| Фінал            | 12 листопада 2001           | 1     | 2 → 1     |

## 1/8 фіналу
| Команда 1               | Рахунок      | Команда 2       |
| ----------------------- | ------------ | --------------- |
| 25 липня 2001           |              |                 |
| Або ІФК (3)             | 0:4          | МюПа            |
| РоПС                    | 1:1 пен. 2:4 | Тампере Юнайтед |
| СалПа (2)               | 1:3          | Інтер (Турку)   |
| 26 липня 2001           |              |                 |
| АС Вантаа (2)           | 0:2          | Йокеріт         |
| Міккелін Паллоільят (-) | 0:5          | Лахті           |
| ГІК                     | 1:2 дч       | Атлантіс        |
| ТПС (2)                 | 2:1          | ВПС             |
| 16 серпня 2001          |              |                 |
| Ракуунат (2)            | 0:2          | Гака            |

## 1/4 фіналу
| Команда 1       | Рахунок      | Команда 2       |
| --------------- | ------------ | --------------- |
| 19 вересня 2001 |              |                 |
| Лахті           | 0:2          | Атлантіс        |
| Йокеріт         | 1:1 пен. 3:5 | МюПа            |
| Інтер (Турку)   | 0:0 пен. 2:3 | Тампере Юнайтед |
| 14 жовтня 2001  |              |                 |
| Гака            | 4:1          | ТПС (2)         |

## 1/2 фіналу
| Команда 1        | Рахунок      | Команда 2 |
| ---------------- | ------------ | --------- |
| 1 листопада 2001 |              |           |
| Гака             | 1:2          | Атлантіс  |
| Тампере Юнайтед  | 1:1 пен. 4:2 | МюПа      |

## Фінал
| 12 листопада 2001 |

| Атлантіс          | 1:0      | Тампере Юнайтед |
| ----------------- | -------- | --------------- |
| Адріано Мунос 62' | Протокол |                 |

| «Таммела», Тампере Глядачів: 3 820 Арбітр: Йоуні Хюютя |